# 伪自由书
《伪自由书》是鲁迅的一部杂文集，收录了鲁迅以及瞿秋白以鲁迅名义在1933年所写的杂文四十三篇。包括《观斗》，《电的利弊》，《赌咒》，《从讽刺到幽默》，《推背图》，《中国人的生命圈》，《大观园的人才》（瞿），《言论自由的界限》，《天上地下》，《不负责任的坦克车》等。

## 出版
- 《伪自由书》，青光书局1933年初版。
- 《鲁迅全集》第5卷，人民文学出版社。